# New York Yankees
Els New York Yankees són un club professional de beisbol estatunidenc de la ciutat de Nova York que disputa l'MLB en la Divisió Est de la Lliga Americana.

## Història

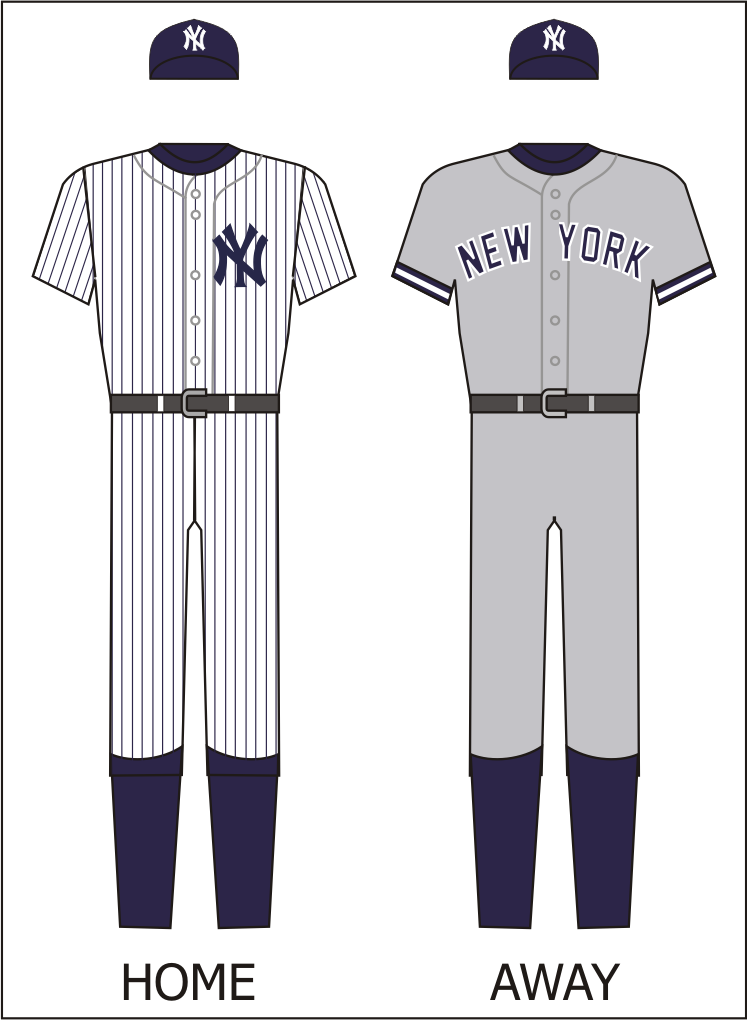
Uniforme.

El nom de "Yankees" es va originar a partir d'una variació del terme "americà" de la Lliga Americana, de la qual l'equip forma part. Aquest nom sovint és escurçat a "Yanks". Però el sobrenom predominant és "Els Bombarders del Bronx" o simplement "Els Bombarders", una referència a la seva llar i els seus batedors prolífics en la seva història. Hi ha altres sobrenoms menys utilitzats com: "Els guanyadors del Bronx", "Pinstripers" o " Ratllats", a causa de la característica icònica dels seus uniformes locals.
Els crítics sovint es refereixen a l'equip i a l'organització com "L'Imperi del Mal", un terme aplicat pel president dels seus arxirivals (Boston Red Sox), Larry Lucchino, durant una entrevista amb el diari The New York Times. Un altre terme tumultuós durant la dècada de 1970 és "el zoològic del Bronx", el qual és utilitzat de vegades per detractors, així com "Els Maleïts Ianquis", aquest últim és a causa de l'obra musical titulada de la mateixa manera. Tot aquests sobrenoms han estat adoptat pels seus fans.
Com una de les vuit franquícies de la Lliga Americana, el club es va establir originalment a la ciutat de Baltimore (Maryland) l'any 1901. Llavors l'equip es va anomenar els Baltimore Orioles (no confondre amb els actuals Baltimore Orioles, que van ser els Milwaukee Brewers l'any 1901), que es van traslladar a Manhattan, a la Ciutat de Nova York, l'any 1903.
Llavors van arribar a ser conegut com els New York Highlanders a causa de la localització del seu nou estadi (al Hilltop Park entre els carrers 165 i 168), que va ocupar part de la terra més alta, en termes d'elevació, de Manhattan. No va ser fins a l'any 1913 quan el nom New York Yankees va passar a ser el nom únic de l'equip. El 1923 l'equip es va traslladar a l'altre costat del riu Harlem, al Bronx.
Els New York Yankees han guanyat 27 Sèries Mundials, de les 40 que han jugat, a més tenen 40 Banderins de Sèries de Campionat de la Lliga Americana. Són l'equip, de les 4 grans lligues professionals (NBA, NFL, NHL, MLB), amb més títols, seguit pels Montreal Canadiens (de l'NHL, amb 24 títols guanyats.
Aquest equip gairebé sempre arriba a la postemporada.
El 4 de novembre de 2009 els Yankees van guanyar als Philadelphia Phillies, els defensors del títol, la seva sèrie mundial número 27.

## Palmarès
- Campionats de l'MLB (27): 2009, 2000, 1999, 1998, 1996, 1978, 1977, 1962, 1961, 1958, 1956, 1953, 1952, 1951, 1950, 1949, 1947, 1943, 1941, 1939, 1938, 1937, 1936, 1932, 1928, 1927, 1923
- Campionats de la Lliga Americana (39): 2009, 2003, 2001, 2000, 1999, 1998, 1996, 1981, 1978, 1977, 1976, 1964, 1963, 1962, 1961, 1960, 1958, 1957, 1956, 1955, 1953, 1952, 1951, 1950, 1949, 1947, 1943, 1942, 1941, 1939, 1938, 1937, 1936, 1932, 1928, 1927, 1926, 1923, 1922, 1921
- Campionats de la Divisió Est (15): 2009, 2006, 2005, 2004, 2003, 2002, 2001, 2000, 1999, 1998, 1996, 1981, 1980, 1978, 1977, 1976.

## Evolució de la franquícia
- New York Yankees (1913-avui)
- New York Highlanders (1903-1912)
- Baltimore Orioles (1901-1902)

## Colors
Blau marí i blanc.

## Estadis
- Yankee Stadium (2009-avui)
- "Vell" Yankee Stadium (1923-1973), (1976-2008)
- Shea Stadium (1974-1975)
- Polo Grounds (IV) (1913-1922)
  - a.k.a. Brush Stadium (1913-1919)
- Hilltop Park (1903-1912)
- Oriole Park (Baltimore) (1901-1902) |

## Números retirats
- Billy Martin 1
- Babe Ruth 3
- Lou Gehrig 4
- Joe DiMaggio 5
- Mickey Mantle 7
- Yogi Berra 8
- Bill Dickey 8
- Roger Maris 9
- Phil Rizzuto 10
- Thurman Munson 15
- Whitey Ford 16
- Don Mattingly 23
- Elston Howard 32
- Casey Stengel 37
- Jackie Robinson 42
- Reggie Jackson 44
- Ron Guidry 49